# Riisea paniculata
Riisea paniculata is een zachte koraalsoort uit de familie Ellisellidae. De koraalsoort komt uit het geslacht Riisea. Riisea paniculata werd in 1860 voor het eerst wetenschappelijk beschreven door Duchassaing & Michelotti. 